# カイゼリン・アウグスタ (防護巡洋艦)
| 竣工当時の「カイゼリン・アウグスタ（SMS Kaiserin）」 | |
| 艦歴                                                 | |
| 発注                                                 | ゲルマニア社キール造船所 |
| 起工                                                 | 1890年 |
| 進水                                                 | 1892年1月15日 |
| 就役                                                 | 1892年11月17日 |
| 退役                                                 | 1919年10月1日 |
| その後                                               | 1920年に解体処分。 |
| 前級                                                 | イレーネ級 |
| 次級                                                 | ヴィクトリア・ルイーゼ級 |
| 性能諸元                                             | |
| 排水量                                               | 常備：6,056トン 満載：6,218トン |
| 全長                                                 | 123.2m |
| 水線長                                               | 122.2m |
| 全幅                                                 | 15.6m |
| 吃水                                                 | 常備：6.48m 満載：7.4m |
| 機関                                                 | 形式不明石炭専焼円缶8基 +直立型3段膨張式3気筒レシプロ機関3基3軸推進 |
| 最大 出力                                            | 15,650hp |
| 最大 速力                                            | 21.5ノット |
| 航続 距離                                            | 12ノット/3,240海里 |
| 燃料                                                 | 石炭：810トン（満載） |
| 乗員                                                 | 430名 |
| 兵装（竣工時）                                       | クルップ 15cm（30口径）単装砲4基 クルップ 10.5cm（35口径）単装速射砲8基 8.8cm（30口径）単装速射砲8基 オチキス 3.7ｃｍ（23口径）5連装ガトリング砲4基 35cm水中魚雷発射管単装1基 35cm水上魚雷発射管単装4門 |
| 兵装（1907年時）                                     | クルップ 15cm（35口径）単装速射砲12基 8.8cm（30口径）単装速射砲8基 35cm水上魚雷発射管単装1門 |
| 兵装（1916年時）                                     | クルップ 15cm（45口径）単装速射砲1基 クルップ 10.5cm（45口径）単装速射砲4基 8.8cm（45口径）単装速射砲4基 8.8cm（35口径）単装速射砲4基 8.8cm（30口径）単装速射砲6基 35cm水上魚雷発射管単装1門            |
| 装甲                                                 | 甲板：70mm（最厚部） 司令塔：50mm（側盾）、20mm（天蓋） |

カイゼリン・アウグスタ (ドイツ語:SMS Kaiserin Augusta) は、1892年に就役したドイツ海軍の防護巡洋艦で同型艦はない。ドイツ海軍では大型巡洋艦（Großer Kreuzer）に類別された。艦名は皇后アウグステ・ヴィクトリアに因む。

## 概要
本級は海外の植民地警備用の防護巡洋艦として1897-1889年度海軍計画で建造された。イレーネ級の拡大版として改設計された。高速を出すために機関構成は従来の2軸推進から3軸推進に改められた。

## 艦形

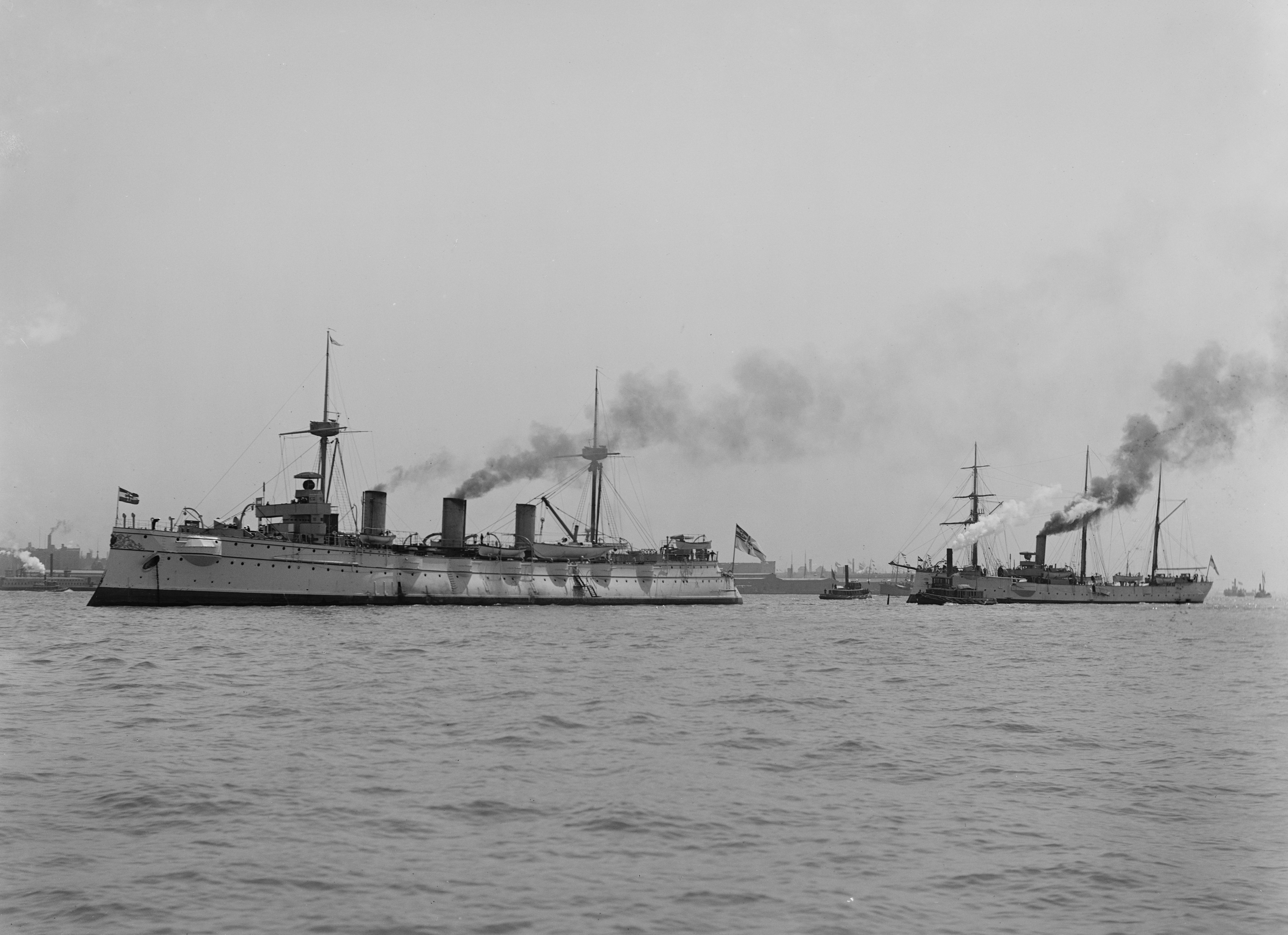
1893年にニューヨーク港で取られた「カイゼリン・アウグスタ」とブッサルト級防護巡洋艦「ゼーアドラー（SMS Seeadler）」。

本級の船体形状は当時のドイツ装甲艦にも似た乾舷の高い平甲板型船体である。水面下に衝角を持つ艦首から艦首甲板上に中部に探照灯台を配置した単脚式の前部マストが1基、その背後に船橋（ブリッジ）をのせた箱型艦橋、艦橋構造の背後に2本の煙突が立ち、周囲には煙管型の通風筒が立ち、周りは艦載艇置き場となっている。艦載艇は後部マストを基部とする2本のボート･クレーンにより運用された。
舷側部には張り出し（スポンソン）が片舷に艦首部と艦尾部の2か所に設けられ、そこに主砲の「15cm（30口径）ライフル砲」が防盾の付いた単装砲架で1基ずつ計4基が配置された。その他に船体中央部に5か所のスポンソンが設けられ、前後部には「10.5cm（35口径）速射砲」他が舷側に防盾の付いた単装砲架で片舷4基ずつ計8基が搭載された。他に近接火器として8.8cm（30口径）速射砲が8基と3.7cmガトリング砲4基が搭載された。他に対艦攻撃用に35cm魚雷発射管を艦首の水線下に1門、船体中央部と艦尾側に水上発射管で片舷2門ずつ4門を設けていた。
就役後の1896年に15cm砲と10.5cm砲を混載していた兵装を新型の15cm（35口径）速射砲12門に改められて火力が向上した。1903年に煙突を2ｍ伸ばして排煙効果を向上させた。

## 機関
本艦は速力21.5ノットの発揮が戦略的に艦隊側から求められたが、従来の2軸推進形式ではレシプロ機関が大型化してしまい、防御甲板をエンジンが貫いてしまう恐れがあったため、3基に増やして1基当たりのレシプロ機関を小型化するために3軸推進が採用された。この方式は機関の高さを抑えられるほかに、巡航時に中央軸もしくは両舷軸のみ運転させて燃費の抑制、運河や水路などを低速で抜ける時に中央軸のみ運転する事で操艦性能が向上、振動が少ない等の利点が多く、3軸推進は後のドイツ巡洋艦で広く採用されるようになった。
機関構成は石炭専焼水管缶をボイラー3室に計8基を収め、直立型三段膨張型三気筒レシプロ機関を前部機関室に左右の推進軸を、後部機関室に中央の推進軸を回す3基3軸推進の構成で、最大出力15,650馬力で最大速力21.5ノットを公試で発揮し、石炭810トンを搭載した状態で速力12ノットで3,240海里を航行できる設計であった。

## 艦歴
就役後は1902年までドイツ東洋艦隊にあり、第一次世界大戦中は本国で1914年に砲術練習艦として運用され、1916年に武装を最新の15cm（45口径）速射砲1門と10.5cm（45口径）速射砲4基と各種8.8cm速射砲に換装された。同大戦後の1919年に売却されて1920年に解体された。

## 参考図書
- 「世界の艦船 増刊第60集　ドイツ巡洋艦史」（海人社)
- 「Conway All The World's Fightingships 1906–1921」（Conway）